# Elio Di Rupo
Pour les articles homonymes, voir Elio (homonymie) et Di Rupo.
Elio Di Rupo, né le 18 juillet 1951 à Morlanwelz-Mariemont, est un homme d'État belge francophone, président du Parti socialiste (PS) de 1999 à 2019, Premier ministre de Belgique de 2011 à 2014 et trois fois ministre-président de Wallonie, de 1999 à 2000, de 2005 à 2007 et de 2019 à 2024.
Il entre au gouvernement fédéral en 1994, comme vice-Premier ministre et ministre des Entreprises publiques, puis de l'Économie à partir de 1995. En 1999, il prend la présidence du PS, tout en devenant ministre-président du gouvernement wallon, un poste auquel il renonce dès l'année suivante, quelques mois avant d'être élu bourgmestre de Mons. Il retrouve, en 2005, la tête du gouvernement wallon, deux ans après avoir été « informateur » à la suite des élections législatives fédérales.
Après la défaite historique du PS aux élections fédérales de 2007, il renonce à diriger la Région wallonne et se concentre sur la direction du parti, qui parvient à redevenir le premier parti francophone dès les élections régionales de 2009. À la suite des élections fédérales anticipées de 2010 et dans un contexte de crise politique, il est désigné préformateur, puis formateur en 2011. Le 5 décembre 2011, il remet au roi la composition du gouvernement, et celui-ci le nomme Premier ministre. Il prête serment le mardi 6 décembre devant le roi, et obtient la confiance de la Chambre le samedi 10 décembre. Le 11 octobre 2014, il cède le poste de Premier ministre au libéral Charles Michel.
Le 13 septembre 2019, il devient pour la troisième fois ministre-président de Wallonie.
Il est aussi le premier chef de gouvernement ouvertement homosexuel de l'Union européenne.

## Enfance et études
Elio Di Rupo naît le 18 juillet 1951, à Morlanwelz-Mariemont, de parents d'origine italienne, arrivés en Belgique en 1947. Sa famille est originaire de la petite commune de San Valentino in Abruzzo Citeriore, dans les Abruzzes. Son père meurt d'un accident de la route en juillet 1952. Sa mère s'occupe seule de la famille de sept enfants. De condition très modeste, il comprend très tôt que c'est par l'éducation qu'il parviendra à se construire un avenir[réf. souhaitée]. Son parcours lui permet de mener à bien un doctorat en chimie, à l'université de l'État à Mons, université au sein de laquelle il exerce par la suite un mandat comme conseiller d'administration.
Durant ses études, le jeune Elio Di Rupo commence à se construire une conscience politique. Il milite ensuite au sein du Parti socialiste, dans lequel il dit avoir trouvé un écho à ses idéaux humanistes de justice sociale et de liberté individuelle.

## Parcours politique

### Les débuts dans la politique locale
En 1982, Di Rupo entame sa carrière politique avec son élection à la fonction de conseiller communal de Mons, et devient, en 1986, l'échevin de la Santé, de la Rénovation urbaine et des Affaires sociales de la commune. En février 1983, dans le cadre de ses fonctions, il crée le Festival international du film d'amour.
Du 13 décembre 1987 au 17 juillet 1989, il occupe les fonctions de député pour l'arrondissement de Mons, durant les 46e et 47e législatures de la Chambre des représentants de Belgique). Lors des élections communales de 1988, à Mons, le député Di Rupo obtient le meilleur score de la liste socialiste, devançant la tête de liste. Les tensions qui s'ensuivent donnent lieu à des attaques à tonalité xénophobe, et Di Rupo s'efface, acceptant une place de combat pour les élections européennes du 18 juin 1989, lors desquelles il décroche un poste de député européen.

### Dans les gouvernements
Lors des élections législatives du 24 novembre 1991, Elio Di Rupo est élu sénateur. Il le reste jusqu'au 21 mai 1995.
Du 7 janvier 1992 au 26 janvier 1994, il fut ministre à la Communauté française, dans laquelle les ministres-présidents socialistes successifs, Bernard Anselme puis Laurette Onkelinx, lui attribuent le titre de ministre de l'Éducation. Entre le 11 mai 1993 et le 26 janvier 1994, il reprend également le poste de ministre de l'Audiovisuel, ainsi que celui de la Fonction publique jusqu'au 1er janvier 1994.
Le 23 janvier 1994, Elio Di Rupo remplace Guy Coëme, démissionnaire à la suite de sa mise en cause dans l'affaire Agusta, pour la fonction de ministre des Communications et des Entreprises publiques et occupe le titre de vice-Premier ministre. Reconduit dans son titre de vice-Premier ministre, il est nommé, par la suite, ministre de l'Économie et des Télécommunications dans le premier gouvernement fédéral de coalition rouge - romaine du Premier ministre Jean-Luc Dehaene (CVP). Ayant retrouvé un siège de député fédéral pour la circonscription de Mons-Soignies, lors des élections législatives du 21 mai 1995, il est reconduit dans le gouvernement Dehaene II, lors du remaniement ministériel du 23 juin suivant, restant vice-Premier ministre. Un remaniement de l'exécutif fédéral faisant suite à la démission du vice-Premier ministre chargé des Finances et du Commerce extérieur, Philippe Maystadt, le ministre Di Rupo reçoit de plus les compétences du portefeuille ministériel du Commerce extérieur du 19 juin 1998 au 12 juillet 1999, accompagnant notamment le prince héritier Philippe dans ses missions économiques à l'étranger.
Sa maîtrise limitée du néerlandais et de ses intonations s'explique selon lui à la fois par son apprentissage tardif et une surdité partielle,.

### Vie privée
En 1996, dans le contexte de l'affaire Dutroux, Elio Di Rupo est accusé de pédophilie ; cette accusation, relayée « par une certaine presse », s'avère finalement sans fondement, et semble s'être apparentée à une manœuvre de déstabilisation,. En 2001, le politicien évoque ouvertement son homosexualité. En Belgique, il reste l'un des premiers hommes politiques belges de haut rang à l'avoir fait.
En 2011, Elio Di Rupo devient le deuxième chef de gouvernement au monde à s'être ouvertement déclaré homosexuel (après la Première ministre islandaise, Jóhanna Sigurðardóttir, en 2009) et le premier chef du gouvernement belge dans ce cas.

### Ministre-président du gouvernement wallon et président du PS
À la suite des élections législatives fédérales du 13 juin 1999 (qui le voient être reconduit député pour la circonscription de Mons-Soignies), il est l'un des principaux négociateurs des accords du nouveau gouvernement « Arc-en-ciel » dirigé par le libéral flamand Guy Verhofstadt. Cette tâche accomplie, il devient ministre-président du gouvernement wallon le 15 juillet 1999. Il reproduit à l'échelle régionale la coalition arc-en-ciel entre le PS, le Parti réformateur libéral (PRL) et Ecolo. En quelques mois de travail intense, il rédige le « Contrat d’avenir pour la Wallonie » : un programme décennal qui réunit l’ensemble des forces vives de la Région autour d’un objectif de développement économique et social.
En octobre 1999, il est élu à la présidence du PS, au suffrage universel des membres. Il remporte 71 % des 40 000 voix face à trois autres candidats. Il quitte la présidence régionale le 4 avril 2000 pour se concentrer sur la transformation et la modernisation du parti, et retrouve à cette occasion le siège de député fédéral pour lequel il s'était fait élire en 1999 (et qu'il abandonne le 11 janvier 2001).
Depuis novembre 1999, il est vice-président de l'Internationale socialiste.

### Bourgmestre de Mons et nouveau projet socialiste
Le 8 octobre 2000, à la suite de sa victoire aux élections communales (le PS obtient 61,35 % des voix et trente sièges sur quarante-cinq), il devient bourgmestre de Mons. En 2002, il reçoit le titre honorifique de ministre d'État du roi Albert II et participe à la Convention sur l'avenir de l'Europe.
Lors du 1er mai 2002, Di Rupo lança un appel en faveur de la création d'un « pôle des gauches ». Cet appel se concrétisera le 28 septembre 2002 par l'établissement des « convergences à gauche » avec Ecolo.
En février 2003, il publie Le Progrès partagé, un livre de réflexion qui synthétise le travail effectué durant 500 jours au sein des Ateliers du Progrès par les militants du PS et par les très nombreux progressistes venus les rejoindre pour repenser le message socialiste. Rajeuni, féminisé, ouvert à l’ensemble des sensibilités de gauche, le PS s’est ainsi doté d’un tout nouveau projet.
Son premier échevin, Nicolas Martin, désigné tête de liste PS pour les communales 2018 a annoncé le 26 mars 2018 qu'Elio Di Rupo ne serait pas candidat bourgmestre à l'occasion de ce scrutin.

### Informateur en 2003

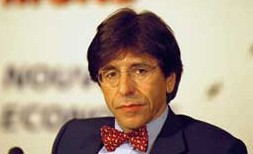
Elio di Rupo en 2003.

Le 18 mai 2003, aux législatives fédérales, le PS effectue un bond en avant considérable, tant à Bruxelles qu’en Wallonie, et conforte sa position de premier parti francophone. C’est la première fois qu’une telle progression est enregistrée par un parti au pouvoir.
Élu député fédéral désormais pour la circonscription du Hainaut, Elio Di Rupo est nommé informateur par le Roi, le 21 mai 2003. Il consulte l’ensemble de la société civile et remet au chef de l’État un rapport, intitulé « Pour une Belgique créative et solidaire ». Ce texte servira de base lors des négociations qui déboucheront sur la formation de la nouvelle coalition « violette » entre socialistes et libéraux, en juillet 2003, toujours sous la direction de Guy Verhofstadt.

### Administrateur
Du 16 novembre 2004 au 6 octobre 2005, Elio Di Rupo est membre du conseil d'administration de la banque Dexia, actuelle Belfius.

### À nouveau ministre-président wallon
Le 6 octobre 2005, il redevient ministre-président du gouvernement wallon, à la suite de la démission de Jean-Claude Van Cauwenberghe qui lui avait succédé en 2000. Il conjugue ainsi les fonctions de président du PS et de « Premier » wallon. Il ne reconduit pas la coalition arc-en-ciel au pouvoir au niveau régional depuis 1999, mais forme à la place une coalition rouge - romaine avec le Centre démocrate humaniste (cdH). Il reste le bourgmestre en titre de Mons, mais, considéré comme bourgmestre empêché, il est remplacé par un bourgmestre faisant fonction, Jean-Claude Carpentier jusqu'à son décès, puis par le premier échevin Richard Biefnot. En juin 2006, selon La Dernière Heure, pour aider les étudiants orphelins à accomplir des études supérieures, il crée la fondation Franz Aubry, du nom d’un professeur de Morlanwelz qui a exercé une influence déterminante dans son parcours scolaire.
En septembre 2005, il est l’un des principaux initiateurs d’un « Plan Marshall » pour la Région wallonne, qui vise à démultiplier les efforts entrepris afin que la Région renoue avec la prospérité.
Lors des élections communales du 8 octobre 2006, la liste PS qu'il emmène à Mons perd près de 10 points et trois sièges, mais conserve la majorité absolue en voix et en nombre d'élus. Lui-même perd un tiers de ses suffrages de préférence. Conservant ses fonctions de ministre-président du gouvernement wallon et de président du Parti socialiste, Elio Di Rupo demeure bourgmestre empêché de la ville et Catherine Houdart devient la bourgmestre faisant fonction de la commune.

### La défaite de 2007
Le 11 juin 2007, à la suite du recul socialiste à l'occasion des élections législatives de la veille (avec toutefois la réélection de Di Rupo comme député fédéral pour le Hainaut), il annonce la mise sous tutelle de l'Union socialiste communale de Charleroi et de la Fédération socialiste de cette commune, en crise depuis plusieurs mois. Il demande par ailleurs la démission du bourgmestre Léon Casaert et de tous les échevins socialistes de Charleroi, ce qui est fait le 12 (avec l'échevin cdH Jean-Jacques Viseur). Le même jour, la majorité PS-cdH à la Région wallonne change en urgence, avec le soutien de l'opposition, une disposition du décret Courard régissant la loi électorale communale pour dénouer la situation à Charleroi : l'obligation d'appartenance du bourgmestre à la liste qui a fait le plus de voix est supprimée.

### Renoncement à diriger la Région wallonne
Le 13 juin 2007, l'ancien président du PS Guy Spitaels réagit à la défaite électorale socialiste et demande à Elio Di Rupo de ne plus cumuler les différents mandats qu'il occupe et de choisir entre ses mandats de bourgmestre de Mons, président du parti et ministre-président du gouvernement wallon. Le 14, Elio Di Rupo décide de l'anticipation de l'élection à la présidence du PS, qui a lieu en juillet plutôt qu'en octobre. Il annonce sa candidature et son renoncement à la charge de ministre-président s'il est réélu. Le 11 juillet 2007, face à l'ancien député permanent hennuyer Jean-Pierre De Clercq, il est réélu par 89,5 % des voix exprimées par les militants socialistes. Le 19 juillet, il abandonne le poste de ministre-président au profit de Rudy Demotte et redevient le jour même député fédéral de plein exercice puis bourgmestre à part entière de Mons le 23.

### Maintien dans la coalition fédérale
Durant six mois, après les élections fédérales du 10 juin 2007, des tentatives ont lieu pour former une majorité libérale-chrétienne qui doit s’appeler l'« Orange bleue ».
La Belgique est plongée dans une crise institutionnelle grave et la question de l’éclatement du pays est au premier plan des préoccupations. Le PS est alors rappelé au gouvernement fédéral le 21 décembre 2007 dans le cadre d'une coalition dite « arménienne » ou « lilas » (sans les socialistes flamands) et contribue à une sortie de crise. À partir du 30 décembre 2008, le nouveau gouvernement fédéral de Herman Van Rompuy (CD&V) de se centrer sur les problèmes économiques et sociaux.
Le PS est alors confronté à des « affaires » locales qui vont brouiller son image et entacher l’action de l’ensemble de ses élus. De nombreuses exclusions sont prononcées et un code de déontologie est adopté.

### Le retournement de 2009
Contre toute attente, après une campagne de terrain intense, le PS retrouve largement sa domination en Communauté française, lors des élections régionales du 7 juin 2009. Pour la première fois dans l’histoire du pays, Elio Di Rupo (qui a abandonné son mandat de député fédéral pour entrer au Parlement wallon) peut constituer des « majorités progressistes » associant socialistes, démocrates-chrétiens (devenus « humanistes ») et écologistes. Elio Di Rupo désigne Rudy Demotte à la tête de la Région wallonne et de la Communauté française, Charles Picqué redevient ministre-président bruxellois et le socialiste Karl-Heinz Lambertz reprend les commandes de la Communauté germanophone.

### Les législatives de 2010 et la crise politique
Les élections fédérales anticipées du 13 juin 2010 faisant du PS le premier parti francophone et du camp socialiste (avec 13,71 % des suffrages et 26 sièges sur 150 à la Chambre des représentants, 13,62 % et 7 élus directs sur 40 et 13 sièges en tout sur 71 au Sénat), la première famille politique du pays (22,95 % et 39 députés, 23,1 % et 20 sénateurs sur 71), Elio Di Rupo est très souvent cité comme futur Premier ministre. Il quitte son siège au Parlement wallon pour un à la Chambre des représentants, élu dans la circonscription du Hainaut.

#### Préformateur
Le 8 juillet 2010, le roi le charge d'une mission de préformation du gouvernement, faisant suite à la mission d'information de Bart De Wever. Il doit alors trouver des points d'accords entre les partis politiques belges au sujet de trois grands problèmes : l’assainissement des finances publiques, le tissu socio-économique et la réforme institutionnelle.
Le 29 août suivant, Elio Di Rupo présente sa démission à Albert II, qui la refuse et demande au président du PS de trouver un compromis au niveau communautaire, notamment en ce qui concerne BHV et le financement de Bruxelles. À 18 heures se réunissent alors les négociateurs pour tenter de trouver finalement une solution. Quelques heures plus tard, Di Rupo propose la scission de BHV, un refinancement de 300 millions par an pour Bruxelles, et 15 milliards de transferts de compétences aux régions. Malgré l’accord des partis flamands de gauche SP.a et Groen!, la proposition est rejetée, jugée insuffisante par la N-VA et le CD&V. Devant cette impasse, le roi décharge Elio Di Rupo de sa mission le 4 septembre 2010 et nomme les présidents des deux chambres du Parlement fédéral, André Flahaut (PS) et Danny Pieters (N-VA).

#### Formateur
Le 16 mai 2011, Albert II le nomme formateur avec pour mission de négocier la sixième réforme de l’État et ensuite de constituer le prochain gouvernement fédéral belge. Quinze jours plus tard, il se rend chez le roi pour faire un compte rendu intermédiaire des négociations, avant de subir une opération des cordes vocales le lendemain qui le laisse sans voix pendant une semaine. Di Rupo a terminé sa série de rencontres bilatérales avec les présidents des neuf partis participant aux négociations (N-VA, PS, MR, CD&V, Open Vld, Sp.a, cdH, Ecolo et Groen!).
Le 28 mai 2011, l'« homme au nœud papillon » est à nouveau élu président du PS avec 96,7 % des voix, après un résultat en 1999 de 71 % et en 2007 de 89,5 %.
Le 4 juillet 2011, Elio Di Rupo remet à Albert II sa note de base, prévue comme point de départ pour la formation du gouvernement fédéral. Les points abordés par la note sont alors :
- l'assainissement budgétaire de 22 millions pour 2015, grâce à 37 % de réduction des dépenses et 27 % d’augmentation des recettes ;
- la scission de Bruxelles-Hal-Vilvorde (BHV), avec des compensations pour les six communes à facilités linguistiques autour de Bruxelles et sans compensation pour les autres communes faisant partie de l'arrondissement ;
- le refinancement de Bruxelles, notamment grâce au transfert de certaines compétences à la Région Capitale ;
- des transferts de compétences pour l'emploi, les soins de santé et les allocations familiales ;
- l'autonomie fiscale des Régions ;
- la réforme du marché du travail visant à faire diminuer le taux de chômage ;
- la création d'une circonscription fédérale unique ;
- la réforme du Sénat comme organe représentant les Régions et les Communautés.

Trois jours plus tard, Bart De Wever annonce que la N-VA rejette la note Di Rupo. Toutefois, le 14 septembre suivant, les huit autres partis participant aux négociations se sont finalement entendus sur un projet d'accord basé sur la note Di Rupo, avec surtout une scission de l'arrondissement électoral et judiciaire de BHV, tout en maintenant le système des facilités dans les six communes de la périphérie bruxelloise,. Puis, le 8 octobre, les mêmes partis ont annoncé un accord pour un nouveau réaménagement des institutions fédérales, ramenant la durée de la législature nationale de 4 à 5 ans. Dans la périphérie flamande de Bruxelles (en dehors des communes à facilités), les droits linguistiques et administratifs spéciaux des habitants francophones devraient être supprimés pour la plus grande part. Des vitesses maximales différentes pourront être fixées sur les routes. La sécurité civile (pompiers et protection civile) par contre ne sera pas divisée.
Le 13 octobre 2011, Elio Di Rupo présente au roi Albert II une proposition de coalition gouvernementale entre six partis issus de trois familles politiques belges : les socialistes du PS francophone de Di Rupo et la Sp.a flamande de Caroline Gennez, les libéraux du MR francophone de Charles Michel et de l'Open VLD néerlandophone d'Alexander De Croo, et les démocrates chrétiens du CD&V flamands de Wouter Beke et du CDH francophone de Benoît Lutgen. Il s'agit alors d'une coalition dite « tripartite traditionnelle ». Elio Di Rupo a dû renoncer d'inclure dans cette alliance les écologistes francophones d'Ecolo et néerlandophones de Groen!, en raison du refus de l'Open VLD de participer à un gouvernement où ces derniers seraient présents, tandis que le CD&V avait fait savoir qu'il ne s'associerait pas à une majorité qui ne comprendrait pas les libéraux flamands.
Le 21 novembre 2011, constatant un nouvel échec des négociations sur le budget fédéral, Elio Di Rupo demande au roi des Belges d'être déchargé de sa tâche de former un gouvernement mais le 23, ce dernier le charge de poursuivre sa mission. Le 26 novembre 2011, un accord avec les représentants des six partis qui participent aux négociations gouvernementales est trouvé et le roi charge Di Rupo de former un gouvernement le plus rapidement possible.
Nommé Premier ministre le 6 décembre, il devient le premier socialiste francophone à diriger le gouvernement belge depuis Edmond Leburton. Il nomme, le lendemain, un gouvernement de douze ministres, dont six vice-Premiers ministres.

### Premier ministre

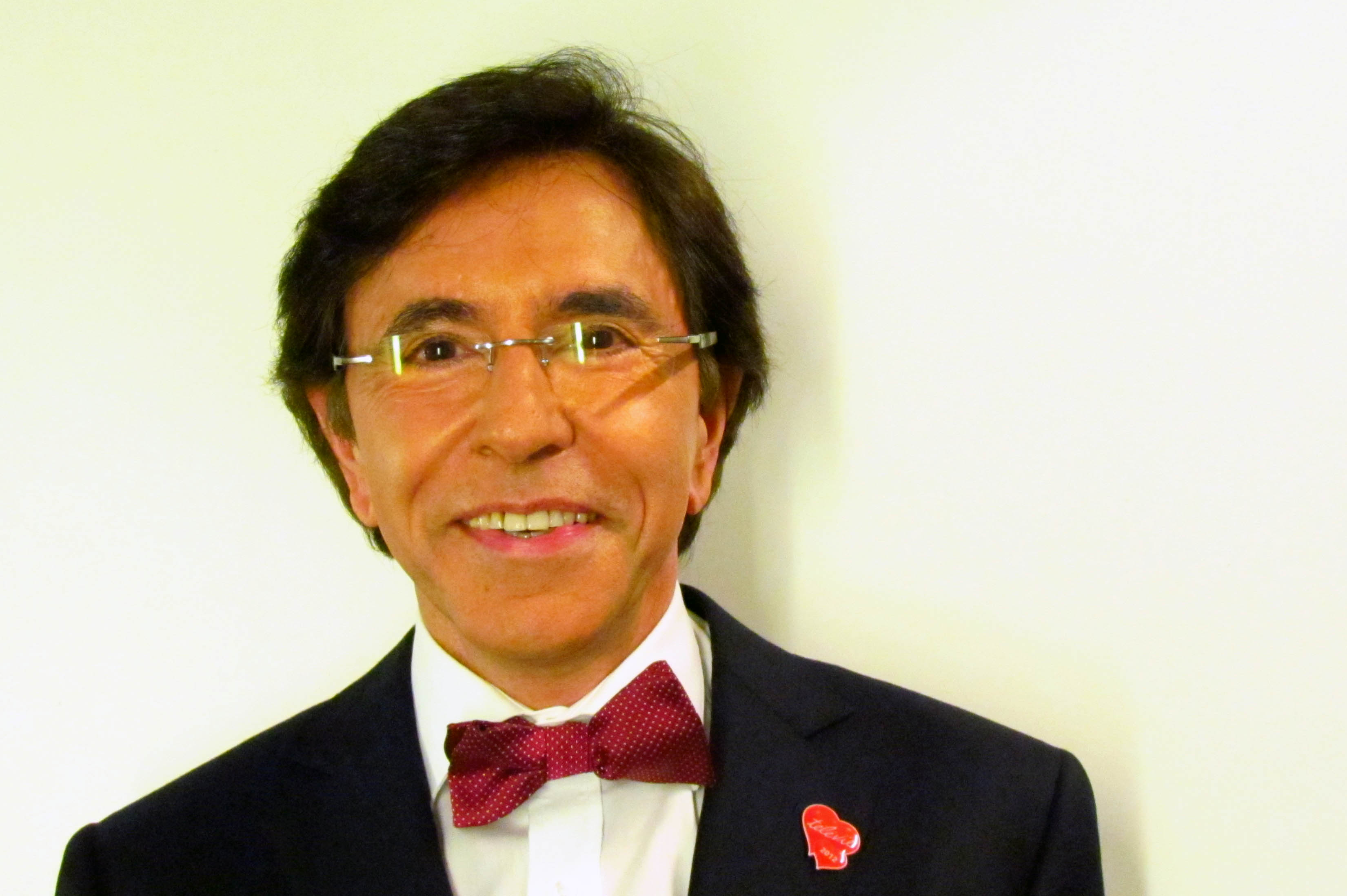
Elio Di Rupo en 2012.

Après avoir prêté serment le 6 décembre 2011 devant le roi Albert II, il prononce, le lendemain, un discours de politique générale devant le Parlement fédéral et obtient la confiance de celui-ci le 10 décembre.
Son gouvernement entreprend de transférer aux régions certaines fonctions de la Sécurité sociale (allocations familiales, soins de santé, etc), ce qui sera accentué par le gouvernement de droite de Charles Michel.
À la suite des élections fédérales du 25 mai 2014, il remet le lendemain la démission de son gouvernement au roi Philippe, qui le charge alors d'expédier les affaires courantes jusqu'à l'installation d'un nouveau gouvernement. Il est remplacé par Charles Michel au poste de Premier ministre, le 11 octobre 2014.

### Retour à la tête du PS, puis de la Wallonie
Quelques heures plus tard, il remet sa démission de la tête du Parti socialiste, dans le but de redemander leur confiance aux militants. Il se porte donc candidat à sa succession. Il retrouve officiellement, le mois suivant, la présidence du Parti socialiste. Il y est réélu avec 93,6 % des voix.
Aux élections fédérales et régionales du 26 mai 2019, il est tête de liste dans le Hainaut pour le fédéral. Malgré des résultats en baisse, son parti reste la première force politique francophone et garde la main pour la formation des gouvernements bruxellois et wallon. Elio Di Rupo réalise un score personnel de 125 009 voix. Il mène les négociations pour un former un gouvernement wallon, qui aboutissent à un accord de majorité entre le PS, le Mouvement réformateur et Ecolo. Di Rupo prend la tête du gouvernement wallon pour la troisième fois. Il prête serment devant le roi Philippe, le 13 septembre 2019.
Le 15 juillet 2024, il est remplacé dans cette fonction par Adrien Dolimont.

### Député européen
Elio Di Rupo est tête de liste aux élections européennes de juin 2024. Il est élu au Parlement européen avec 181 797 voix et siège au sein du groupe de l'Alliance progressiste des socialistes et démocrates (S&D).

## Vie associative
Il fait partie de la franc-maçonnerie belge.

## Distinctions
- Grand-croix de l'ordre de la Couronne (arrêté royal du 1er septembre 2024)[43]
- Grand-croix de l'ordre de Léopold II (arrêté royal du 21 mai 2014)[44]
- Commandeur de l'ordre de Léopold
- Grand officier de l'ordre du Mérite de la République italienne (Italie, 27 décembre 2007)[45]
- Ministre d'État (Belgique), arrêté royal
- Docteur honoris causa de l'Université de Teramo et de l'Université de Messine[46]

### Sources
- Biographie sur le site officiel
- Site de la ville de Mons